# Авхадов, Сайд-Хамзат
Сайд-Хамза́т Авха́дов (род. 1984) — российский боец смешанных единоборств, обладатель Кубка России по армейскому рукопашному бою, вице-чемпион мира по кик-джитсу, чемпион мира по шутбоксингу, чемпион мира по грэпплингу, победитель этапа Кубка Содружества наций PROFC 2011, мастер спорта по боевому самбо.

## Статистика выступлений в смешанных единоборствах
| Результат | Дата                 | Турнир                                             | Соперник            | Страна    | Раунд | Время | Метод                              |
| --------- | -------------------- | -------------------------------------------------- | ------------------- | --------- | ----- | ----- | ---------------------------------- |
| Победа    | 1 октября 2016 года  | ACB 47 Braveheart                                  | Джеймс Брум         | Англия    | 3     | 5:00  | Единогласное решение               |
| Победа    | 28 мая 2016 года     | ACB 39 — Young Eagles 10                           | Рамазан Исмаилов    | Россия    | 1     | 2:57  | Сабмишном (удушение сзади)         |
| Победа    | 27 декабря 2015 года | ACB 28 — Young Eagles 4                            | Давлат Олимов       | Россия    | 2     | 3:00  | Техническим нокаутом (удары)       |
| Победа    | 29 августа 2015 года | ACB 21 — Grozny                                    | Анатолий Покровский | Россия    | 2     | 3:12  | Техническим нокаутом (удары)       |
| Поражение | 22 июня 2014 года    | Absolute Championship Berkut — Grand Prix Berkut 9 | Тимофей Настюхин    | Россия    | 1     | 0:54  | Нокаутом (удар)                    |
| Поражение | 9 марта 2014 года    | Absolute Championship Berkut — Grand Prix Berkut 2 | Ермек Тлауов        | Казахстан | 1     | 1:41  | Сабмишном (рычаг локтя)            |
| Победа    | 19 декабря 2013 года | Alash Pride — Great Battle 2                       | Сирожиддин Эшанбаев | Казахстан | 1     | 1:40  | Сабмишном (удушение сзади)         |
| Победа    | 20 декабря 2012 года | Kavkaz Arena — 2                                   | Дамир Муртузов      | Россия    | 1     | 0:40  | Сабмишном (удушение сзади)         |
| Поражение | 20 ноября 2012 года  | Unity Championships — Unity 4                      | Бахтияр Арзуманов   | Украина   | 2     | 0:00  | Сабмишном (удушение гильотиной)    |
| Победа    | 6 июня 2012 года     | M-1 Challenge 33 — Emelianenko vs. Magomedov 2     | Арсен Темирханов    | Россия    | 3     | 5:00  | Единогласное решение               |
| Поражение | 18 февраля 2012 года | League S-70 — Russian Championship Second Round    | Анатолий Покровский | Россия    | 1     | 1:05  | Сабмишном (рычаг локтя)            |
| Победа    | 6 мая 2011 года      | ProFC — Union Nation Cup 15                        | Лукаш Бугара        | Польша    | 1     | 1:30  | Сабмишном (удушение треугольником) |
| Победа    | 6 ноября 2010 года   | MFT — Russia’s Cup                                 | Адам Булачов        | Россия    | 1     | 0:33  | Сабмишном (удушение гильотиной)    |